# Lilltjärnen (Degerfors socken, Västerbotten, 714836-167564)
Lilltjärnen är en sjö i Vindelns kommun i Västerbotten och ingår i Umeälvens huvudavrinningsområde.